# Gladys Echaíz
Gladys Margot Echaíz de Núñez-Ízaga (nacida como Gladys Margot Echaíz Ramos) (Motupe, 30 de abril de 1946) es una abogada, empresaria y política peruana. Es congresista de la república para el periodo 2021-2026. Fue fiscal de la nación en el lapso 2008-2011.

## Biografía
Nació en el distrito de Motupe el 30 de abril de 1946. Desde muy joven, vivió en Lambayeque.
Estudió la carrera de Derecho en la Universidad Nacional Pedro Ruiz Gallo, en la cual se graduó como abogada en 1971. Estudió una maestría en Derecho con mención en Derecho Constitucional en la Pontificia Universidad Católica del Perú.
Ha realizado cursos de especialización en la Universidad ESAN y en el Instituto de Altos Estudios Policiales.
Ha ejercido la docencia universitaria en la Universidad Nacional de Piura y en la Academia de la Magistratura.
Se ha desempeñado como miembro del Consejo Consultivo de la Contraloría General de la República del Perú y de la Junta Nacional de Justicia.

## Carrera fiscal
En 1976 ingresó como relatora interina en la Corte Superior de Justicia de Lambayeque. En esa instancia, fue defensora de oficio y juez suplente de menores.  
En 1982, fue nombrada fiscal provincial provisional en lo civil del Distrito Judicial de Lambayeque, cargo que desempeñó hasta marzo de 1986.
En 1986, fue designada fiscal provincial provisional penal, cargo en el que permaneció hasta 1990.
En 1990, fue designada fiscal adjunta suprema titular en lo civil, cargo en el que se mantuvo hasta 1997.

### Fiscal suprema
En noviembre de 2001, fue designada fiscal suprema por el Consejo Nacional de la Magistratura. Se desempeñó en la Primera Fiscalía Suprema en lo Penal hasta 2007. 
En 2007 fue elegida presidenta de la Academia de la Magistratura, cargo que desempeñó hasta mayo de 2008.
Ha sido representante del Ministerio Público ante el Jurado Nacional de Elecciones. Del mismo modo, fue presidenta de la Comisión Especial de Implementación del Código Procesal Penal en el Ministerio Público.
Permaneció en el cargo de fiscal suprema hasta su renuncia al Ministerio Público en 2014.

### Fiscal de la nación
El 14 de abril de 2008, fue designada como fiscal de la nación. Juró el cargo el 12 de mayo del mismo año. Se desempeñó en el cargo hasta 2011.

## Carrera política

### Congresista
En las elecciones generales de 2021, fue elegida congresista de la república por Alianza para el Progreso, con 21 629 votos, para el periodo parlamentario 2021-2026.
En agosto de 2021, fue elegida presidenta de la Comisión de Justicia y Derechos Humanos del Congreso. Del mismo modo, es vicepresidenta de la Comisión de Constitución y Reglamento para el periodo 2021-2022.